# Li Jinzhe
Li Jinzhe (República Popular China, 1 de septiembre de 1989) es un atleta chino especializado en la prueba de salto de longitud, en la que consiguió ser subcampeón mundial en pista cubierta en 2014.

## Carrera deportiva
En el Campeonato Mundial de Atletismo en Pista Cubierta de 2014 ganó la medalla de plata en el salto de longitud, con un salto de 8.23 metros, siendo superado por el brasileño Mauro Vinícius da Silva (oro con 8.28 metros que fue récord nacional) y por delante del sueco Michel Tornéus (bronce con 8.21 metros).